# Attila Kotányi
Attila Kotányi [ˈɒtilːɒ ˈkotaːɲi] (* 18. September 1924 in Ungarn; † 18. Oktober 2003) war ein ungarischer Schriftsteller und Architekt.

## Leben
Er lebte in Budapest und hatte Kontakt zu den Theoretikern Lajos Szabó und Béla Hamvas.
1956 floh er nach seiner Beteiligung am Volksaufstand in Ungarn mit seiner Familie aus Ungarn über Jugoslawien nach Brüssel.
1960 erfuhr er von der Künstlergruppe Situationistische Internationale und wurde bald darauf Mitglied.
Er vertrat die These der Unmöglichkeit einer unkorrumpierten Kunst und beschäftigte sich mit Traditionen der christlichen Mystik.
In den siebziger und achtziger Jahren des 20. Jahrhunderts lehrte er Kunst an der Kunstakademie in Düsseldorf. In den neunziger Jahren lebte er wieder in Budapest. Seine Tochter Sophie Kotányi ist Regisseurin und beschrieb 1997 die Umstände der Flucht aus Ungarn und das Leben in Belgien in ihrem Film Amor Fati.

## Schriften
- Attila Kotányi, Raoul Vaneigem: Theses on the Paris Commune. März 1962.
- Attila Kotányi: Programme élémentaire du bureau d’urbanisme unitaire. 1961.
- Attila Kotányi: Warum schaffen wir es nicht wie wir Klangkörper den glücksbringenden Pfad zu erwischen? Kunstverein Giannozzo Berlin, 1999.